# Serge Ayoub
Pour les articles homonymes, voir Ayoub.
Serge Ayoub, né le 29 octobre 1964 à Bagnolet, est un militant d'extrême droite français.
Il dirige les Jeunesses nationalistes révolutionnaires dans les années 1980-1990, puis le mouvement Troisième Voie dans les années 2010.

## Biographie

### Enfance
Fils d'une magistrate française et d'un haut fonctionnaire d'origine libanaise chrétienne, ancien combattant français de la guerre d'Algérie,, Serge Élie Ayoub naît le 29 octobre 1964.

### Politisation
Il devient l'un des meneurs des skinheads parisiens, il reçoit le surnom « Batskin » en raison de l'utilisation fréquente qu'il faisait des battes de baseball lors des affrontements physiques avec ses adversaires politiques, notamment lors d'un affrontement au lycée Charlemagne de Paris. Il est affilié à la bande de Gambetta, puis du quartier du Luxembourg[réf. nécessaire].
Très actif durant les années 1980 avec sa bande de skinheads, ayant déménagé pour des raisons policières à Saint-Michel, celle-ci prend le nom de Klan, avec pour symbole une rune d'Odal rouge. En 1987, il fonde les Jeunesses nationalistes révolutionnaires (JNR) dans une suite logique de passage de « bande de quartier » à un mouvement politique proche du Mouvement nationaliste révolutionnaire de Jean-Gilles Malliarakis. Il s'inscrit comme étudiant à l'université de Paris VI (Jussieu) où il aurait été coutumier d'affrontements avec les divers groupes antifascistes et redskins. Il tente de devenir le leader des hooligans du Parc des Princes dans les années 1990 afin de les politiser, avec le Pitbull Kop, sans véritable succès.

### Médiatisation puis retrait de l'action politique
Les JNR sont médiatisées, dans les années 1980-1990, du fait de la violence de leur engagement et Serge Ayoub fait plusieurs apparitions télévisées lors de débats ou de reportages. Après avoir été associées à Jean-Gilles Malliarakis, dirigeant du Mouvement nationaliste révolutionnaire, puis de Troisième Voie, les JNR s'en dissocient dès 1989, à la suite de la « droitisation » de ce dernier. En 1993, Ayoub se présente aux élections législatives et obtient 0,17 % des voix dans les Hauts-de-Seine,.
Il ouvre ensuite plusieurs boutiques de fanzines et d'accessoires pour skinheads d'extrême droite : Dark Side (dans le 14e arrondissement), dynamité fin 1993, puis un autre magasin, Dark Lords (dans le 15e), fermé par décision préfectorale, en mai 1994, à la suite d'une manifestation marquée par la mort du militant nationaliste Sébastien Deyzieu.
Le 19 janvier 1994, il est condamné, avec Joël Giraud et Éric Rossi, à 8 mois de prison avec sursis après l’attaque d’un groupe de jeunes, le 22 avril 1990,, ainsi que pour l'agression de Karim Diallo à Paris en 1990 sous l'œil des caméras de La Cinq,.
Dans les années 1990, Ayoub s'éloigne de l'action politique. Il rejoint un club de bikers proche des Hells Angels et tente sans succès d'y monter un « chapitre ». Il effectue un séjour de neuf mois en prison pour trafic de stéroïdes, s'essaie à la production de films pornographiques et dit avoir travaillé plusieurs années à l'étranger : au Salvador, en Lituanie et en Russie.
De retour en France, il ouvre le bar Le Garage, pendant l'été 2006, dans le quartier d'Oberkampf à Paris (11e arrondissement).
Il vit à Soissons (Aisne).

### Retour au militantisme
Il participe, les 8 et 9 septembre 2007, à l'université d'été du mouvement Égalité et Réconciliation présidé par Alain Soral, dont il s'éloigne pourtant rapidement en raison d'un désaccord avec les vues de Soral sur l'immigration.
Déclarant avoir décidé de fermer Le Garage pour se concentrer à nouveau sur une activité plus politisée, il lance, en 2007, la « Société des Égaux » ainsi que « Le Local » — monté avec l'aide de Frédéric Chatillon, ancien responsable du GUD dans les années 1990 et une participation initiale d'Alain Soral —, un bar situé au 92 de la rue de Javel et se présentant comme un espace de rencontre associatif pour les « nationaux “des deux rives” ». Des conférences sur l'histoire et l'actualité y sont régulièrement organisées. Le 28 juin 2008, à l'occasion d'une French Pride organisée au Local, Serge Ayoub y reçoit Marine Le Pen et les blogueurs influents de la « réacosphère »,. En avril 2009, Philippe Goujon, maire UMP du 15e arrondissement, annonce vouloir fermer le bar. Le Local ferme en 2013, quelques mois après la mort de Clément Méric. L'enquête établira que les militants d'extrême droite impliqués dans la rixe se sont retrouvés tous ensemble au bar de Serge Ayoub avec qui ils ont été en communication téléphonique juste avant et juste après la rixe, puis tout au long de la nuit.
En 2008, il publie chez Scribedit son premier roman, Conte barbare.
Le 13 mars 2009, il diffuse sur Dailymotion un documentaire en cinq parties intitulé Sur les pavés, retraçant ses années skinhead, qui se présente comme une réponse au DVD Antifa chasseurs de skins, réalisé l’année précédente par Marc-Aurèle Vecchione.
En octobre 2010, il lance « Troisième Voie, pour une avant-garde solidariste » avec pour projet « d'investir le champ syndical ». Il réactive aussi le mouvement des Jeunesses nationalistes révolutionnaires. En janvier 2011, il participe avec le groupuscule Front comtois à une réunion au sujet du combat nationaliste, à Montbéliard.
En mai 2011, il copréside le Comité du 9-Mai, initialement prévu pour entretenir la mémoire de Sébastien Deyzieu ; ce défilé rassemble à Paris environ 700 personnes (selon la police) de diverses mouvances nationalistes contre le « mondialisme » célébrant aussi la mémoire de Jeanne d’Arc. Ce défilé avait eu lieu précédemment en 2010 avec la présence de Serge Ayoub.
Le 8 octobre 2011, à Lille, il organise une manifestation baptisée « Front populaire solidariste » en « hommage patriote » à Roger Salengro, dans la lignée de la récupération de l'image de ce dernier par le Front national. Le défilé rassemble de 500 à 600 participants sous les slogans « Europe, jeunesse, révolution », « Libre, social et national » ou « Crise mondiale, solution nationale ». Cette manifestation suscite, le même jour, une contre-manifestation rassemblant derrière une banderole « Hier, aujourd'hui, demain, résistance anti-fasciste » de 1 600 à 2 500 personnes venues notamment de SOS Racisme, du MRAP, de la CGT, de la Ligue des droits de l'homme, des syndicats SUD, du NPA et du Front de gauche.
En 2013, alors que la révolution syrienne réprimée a évolué en guerre civile, il prend position en faveur de Bachar el-Assad, au nom, selon lui, d'un anti-impérialisme américain. Il participe à une marche de soutien au régime d'Assad à Sacramento,.

### Dissolution des JNR
En juin 2013, dans le cadre de l'affaire Clément Méric, il est sollicité par les médias pour s'exprimer sur la responsabilité des JNR suspectées d'être impliquées. La porte parole du gouvernement, Najat Vallaud-Belkacem, demande, le 7 juin, d'arrêter de lui offrir une tribune publique. Le 12 juin, Le Canard enchaîné publie une photo le présentant avec Esteban Morillo, accusé principal de la mort de Clément Méric.
Le 25 juin, il annonce l'auto-dissolution des mouvements Troisième Voie et JNR, expliquant « avoir pris cette décision pour l'honneur, avant d'être dissous par d'autres ». Le gouvernement avait en effet lancé, deux semaines auparavant, une procédure de dissolution de ces groupes et allait probablement signer le décret de dissolution lors du Conseil des ministres du 26 juin. C'est finalement lors du Conseil des ministres du 10 juillet que le gouvernement prononce, en application de la loi du 10 janvier 1936 sur les groupes de combat et milices privées, la dissolution des mouvements Troisième Voie et JNR ainsi que de l'association Envie de rêver, au motif que « ces trois entités propagent une idéologie incitant à la haine et à la discrimination envers les personnes à raison de leur non-appartenance à la nation française et de leur qualité d'immigrés »,. Serge Ayoub annonce le même jour qu'il compte engager un recours pour excès de pouvoir contre ce décret de dissolution devant le Conseil d'État car, selon lui, « aucun des écrits de Troisième Voie n'incite à la haine raciale » et les « JNR ne sont pas une milice privée, c'est un service d'ordre ». Le 11 septembre, le Conseil d'État rejette sa requête formée contre le décret prononçant la dissolution des associations Troisième Voie, Jeunesses nationalistes révolutionnaires et Envie de rêver,.

### Gremium MC
En 2013, avec plusieurs anciens membres des JNR, il fonde le club de motards indépendant MC Praetorians, implanté à Berzy-le-Sec et se revendiquant « apolitique ».
En 2018, Serge Ayoub devient président de la branche française du Gremium Motorcycle Club (en), un groupe de motards criminalisés originaire d'Allemagne. Le MC Praetorians se dissout pour devenir un chapitre du Gremium. Le groupe compte, en 2021, une cinquantaine de membres. Il serait cependant moins lié à la criminalité que d’autres gangs du Gremium, malgré des règlements de compte internes violents, et ferait surtout figure de milice privée de Serge Ayoub.
Les anciens des JNR ne sont plus nombreux, mais plusieurs autres personnes issues de groupes d'extrême droite (White Wolf Klan, Picard Crew, Génération identitaire) rejoignent le Gremium.

## Publications
- Conte barbare, Paris, Le Retour aux sources, 2008[49].
- G5G-Déclaration de guerre, Paris, Le Pont d’Arcole, 2010, avec Michel Drac et Michel Thibaud[50].
- Doctrine du Solidarisme, Paris, Le Pont d’Arcole, 2012[51].
- L'Affaire Clément Méric : du fait divers au scandale politique, Paris, Le Pont d’Arcole, 2013[52].
- Pour un nouveau contrat social, éditions Kontre Kulture, 2018.

### Filmographie
- Sur les pavés, autonomiste media, 2009
- Serge Ayoub, Dieudonné : entretien sur l'affaire Méric, novembre 2013